# Breathlessly
Breathlessly è un singolo della cantante maltese Claudia Faniello pubblicato il 15 marzo 2017 da CAP-Sounds.
Dopo aver vinto Malta Eurovision Song Contest 2017 ha rappresentato Malta all'Eurovision Song Contest 2017, classificandosi al 16º posto nella seconda semifinale della manifestazione.

## Composizione e pubblicazione
Scritto e composto da Philip Vella, Sean Vella e Gerard James Borg, il brano è stato accolto dall'emittente PBS per prendere parte al concorso musicale Malta Eurovision Song Contest 2017.
Dopo la vittoria è stato pubblicato come singolo in formato digitale, con la versione karaoke, il 15 marzo 2017 su etichetta CAP-Sounds e poi nuovamente in versione deluxe il 7 aprile come extended play. Ne è stata rilasciata anche una versione in italiano, Perdersi.

## All'Eurovision Song Contest
Il 18 febbraio 2017 Claudia Faniello ha preso parte per la decima volta a Malta Eurovision Song Contest 2017, un concorso musicale organizzato dall'emittente maltese PBS per selezionare il rappresentante di Malta all'Eurovision Song Contest. Con Breathlessly la cantante ha vinto il televoto del concorso, ottenendo il diritto di rappresentare la nazione all'Eurovision Song Contest 2017.
Esibitasi nella seconda semifinale, la cantante si è classificata al 16º posto con 55 punti, interamente assegnati dalle giurie, non qualificandosi per la finale dell'evento; il televoto invece non le ha assegnato punti.

## Tracce
Download digitale
1. Breathlessly – 3:00
2. Breathlessly (versione karaoke) – 3:00

Download digitale - Deluxe Version
1. Breathlessly (versione ufficiale - Malta ESC 2017) – 3:00
2. Breathlessly (Radio Mix) – 2:57
3. Breathlessly (Promostella Clyb Remix) – 5:26
4. Breathlessly (Electro Club Remix) – 3:05